# Sota terra (peça de teatre)
Sota terra és un drama en tres actes i en vers, original de Frederic Soler, estrenat al teatre Romea de Barcelona, la nit del 29 de gener de 1885.
L'acció té lloc a les muntanyes del terme de Valls. Època del regnat de Felip V. El text havia estat guardonat amb una corona de plata al Certamen Literari del Círcol Espanyol de Valls, l'any 1882.

## Repartiment de l'estrena
Actors de repartiment.
- Núria, 18 anys: Carme Parreño.
- Sorda, 80 anys: Caterina Mirambell.
- Josep, 50 anys: Teodor Bonaplata.
- Fura, 60 anys: Lleó Fontova.
- Robert, 30 anys: Iscle Soler.
- Narcís, 30 anys: Joan Isern.
- Veciana, 60 anys: Jaume Virgili.
- Coronel, 40 anys: Joaquim Pinós.
- Mus, 20 anys: Hermenegild Goula.
- Met, 18 anys: Frederic Fuentes.
- Rafel, 40 anys: Ramon Valls.
- Minyons d'en Veciana, soldats de Felip V, soldats de l'Arxiduc, homes del poble.